# Aechmea nidularioides
Espèce
Classification phylogénétique
Aechmea nidularioides est une espèce de plantes à fleurs de la famille des Bromeliaceae qui se rencontre en Colombie, en Équateur et au Pérou.

## Distribution
L'espèce se rencontre au sud de la Colombie, en Équateur et au nord du Pérou.

## Description
L'espèce est épiphyte.